# كولين كلينكينبيرد
كولين كلينكينبيرد (Colleen Clinkenbeard) (اسمها الكامل كولين سميث كلينكينبيرد (Colleen Smith Clinkenbeard)) هي مؤدية أصوات أمريكية ولدت في 13 أبريل 1980 في شريفبورت، لويزيانا.

## أدوارها في الأنمي

### مسلسلات أنمي تلفزيونية
- المحقق كونان - ران موري
- خيميائي الفولاذ - ريزا هوكاي، روز توماس
- خيميائي الفولاذ FULLMETAL ALCHEMIST - ريزا هوكاي، روز توماس
- ون بيس - مونكي دي لوفي, أورز
- ساموراي 7 - كيرارا
- تسوباسا كرونيكل - يوكو
- إكس إكس إكس هوليك - يوكو إيتشيهارا
- باسيليسك - هوتاروبي
- دي جرايمان - ميراندا لوتو
- داركر ذان بلاك: المقاول الأسود - تشياكي شينودا
- بلاك كات - تيم
- باكانو! - نيس هوليستون
- كيدي غريد - إيكلير
- موشيشي - ستسو، والدة كورو (المطر يهطل، قوس القزح يظهر)
- نادي مضيفي ثانوية أوران - إيكلير تونير
- روميو x جولييت - كورديليا
- ترينيتي بلاد - إستر بلانشيت
- كلايمور - جالاتيا، هيلدا
- المعلم الساحر نيغيما! - شيزونا ميناموتو، ساكوراكو شينا
- نيغيما!؟ - ساكوراكو شينا
- سولتي راي - روز أندرسون
- هيرويك إيج - نيلفال نيفيو
- غوست هنت - أياكو ماتسوزاكي
- أسطول الزجاج - رايتشل
- كازي نو ستيغما - كيريكا تاتشيبانا
- برج درواغا 〜the Aegis of URUK〜 - إيتانا
- برج درواغا 〜the Sword of URUK〜 - إيتانا
- ناباري نو أو - ياي أودا
- دراغونوت -ذا ريزونانس- - توا
- دراغون بول كاي - سون غوهان، سون غوكو (أيام الطفولة)
- كيمي غا نوزومو آين - ميتسوكي هاياسي
- سول إيتر - ماري ميولنير
- شيكاباني هيمي: أكا - ميناي روؤو
- Phantom 〜Requiem for the Phantom〜 - كلوديا ماكانين
- ساندز أوف ديستراكشن - والدة مورتي أشيرا
- الخادم الأسود - أنجيلا
- ويتشبليد - رينا سوهو
- كاشرن سينز - ليزا
- أويدو روكيت - المرأة الزرقاء
- سيكيريه - ماتسو
- كيرو - الآنسة فوروتوم
- فايري تايل - إرزا سكارلت، إرزا نايتوالكر
- يوميات المستقبل - ريا أمانو
- شيكي - ريتسكو كونيهيرو
- ديدمان وندرلاند - ماكينا
- أميرة القناديل - لينا
- شاكوغان نو شانا II - مارجوري دو
- شاكوغان نو شانا III(Final) - مارجوري دو
- بلاسريتر - جيل هوفمان
- رايلغان معينة خاصة بالعلم - تيليستينا كيهارا لايفلاين
- يا لسيدة النحس! - موميجي بينبودا
- الغبي والاختبار والوحش المستدعى - يوكو تاكاهاشي

### أوفا أنمي
- المعلم الساحر نيغيما! الربيع - ساكوراكو شينا
- المعلم الساحر نيغيما! الصيف - ساكوراكو شينا
- نيموزين - رين أسوغي

### أفلام أنمي
- فيلم خيميائي الفولاذ: محتل شامبالا - ريزا هوكاي
- XXXHOLiC: حلم ليلة منتصف الصيف - يوكو إيتشيهارا
- دراغون بول Z: بوجاك متحرر - زانغيا
- ون بيس: أميرة الصحراء والقراصنة - مونكي دي لوفي
- ون بيس فيلم: سترونغ وورلد - مونكي دي لوفي
- ون بيس فيلم Z - مونكي دي لوفي
- فكسل - فكسل
- إيفانجيليون: 1.0 أنت (غير) وحيد - ريتسكو أكاغي
- إيفانجيليون: 2.0 أنت (لا) تستطيع التقدم - ريتسكو أكاغي
- إيفانجيليون: 3.0 أنت (لا) تستطيع الإعادة - ريتسكو أكاغي
- أغيتو ذو الشعر الفضي - جيسيكا
- سمر وورز - نوريكو جينّوتشي
- ترايجان Badlands Rumble - أميليا
- أطفال الذئب - هانا

## وصلات خارجية
- كولين كلينكينبيرد على موقع IMDb (الإنجليزية)
- كولين كلينكينبيرد على موقع قاعدة بيانات الفيلم (الإنجليزية)
- كولين كلينكينبيرد على موقع ANN person (الإنجليزية)